# 알페카
알페카 또는 북쪽왕관자리 알파(α Coronae Borealis, α CrB)는 북쪽왕관자리 방향으로 지구로부터 약 75 광년 떨어진 곳에 있는 이중성이다.

## 특징
알페카 항성계의 구성원 중 밝은 쪽인 알페카 A는 분광형 A0V의 주계열성이며 태양 질량의 2.6배이다. 반지름은 태양의 2.89배에서 3.04배이다. IRAS는 알페카 A를 관측하여 24 μm와 70 μm에서 초과 적외선 복사를 감지했다. 이로 보아 A 주위에 먼지로 이루어진 거대한 원반이 있어 베가에서 관측되는 것과 유사한 원시행성계가 생성 중일 가능성이 있다. 먼지 원반은 항성으로부터 약 60 천문단위 거리까지 확장되어 있다.
짝별 알페카 B는 분광형 G5의 주계열성으로 질량은 태양의 92%, 반지름은 태양의 90%이다. 알페카 B의 엑스선 광도는 6 × 1028 erg s−1로 태양의 최고 광도보다 30배 강한 값이다. 이처럼 강력한 엑스선 발산으로부터 B가 젊은 별임을 추정할 수 있다. 코로나 온도는 약 500만 켈빈으로 태양 코로나보다 훨씬 더 뜨겁다. 항성 적도에서의 자전 속도 상한선은 14 km/s로 B의 1 자전주기는 3일이 나온다. 다만 보다 신빙성 있는 연구 결과에서는 1 자전주기를 7~9일로 계산하고 있다.
A와 B는 서로의 질량 중심을 17.36일에 1회 이심률 큰 궤도를 그리면서 돌고 있다. 두 항성의 공전궤도는 지구 관측자의 시선에 대해 88.2° 경사각을 보이기 때문에 두 별은 알골과 비슷한 식쌍성으로 지구 관측자에게 보인다. 주기적 식으로 알페카의 광도는 +2.21부터 +2.32까지 변하며 이는 맨눈으로는 인식하기 힘들 정도의 미미한 변화량이다.
알페카 계의 우주속도는 U = +14.257, V = +0.915, W = +3.147 km/s이다. 알페카는 우주 공간에서 같은 움직임을 보이는 큰곰자리 운동성군의 일원으로 알려져 있기도 하다.

## 이름
북쪽왕관자리 알파는 바이어 명명법으로 표기한 이름이다. 알페카 이외에도 과거 사람들이 불러왔던 애칭으로 겜마, 그노시아, 아스테로스(아스타로스)가 있다. 알페카는 아랍어로 نير الفكّة (나이르 알-파카)의 줄임말인데 그 뜻은 '깨진 별의 반지 중 밝은 별'이다. 겜마(Gemma)는 라틴어로 '보석'을 뜻한다. 그노시아(Gnosia) 역시 라틴어로 Gnōsia stella corōnæ (크노소스의 왕관별)이라는 의미이다. 아스테로스(Asteroth)는 히브리어로 풍요 다산의 신이었던 עשתרות (아스테로테)에서 온 명칭이다. 북쪽왕관자리에서 가장 밝은 별이기 때문에 남쪽왕관자리 알파별에는 '알페카 메리디아나'(Alphekka Meridiana) 이름이 붙어 있다. 2016년 국제천문연맹은 항성명칭심의회(WGSN)를 조직하여 항성 고유명칭을 목록화 및 표준화하는 작업에 착수하였다. WGSN은 2016년 7월 첫 번째 회의에서 일련의 항성 명칭을 공고했는데 알페카가 이 발표에 포함되었다. '나이르 알-파카' 또는 '니르 알 페카'는 알 악사시 알 무아케트 성표'에 수록된 이름이다.
중화권에서는 천시원에서 관삭(貫索, Guàn Suǒ)에 속하며 '돈꾸러미'라는 의미이다. 관삭의 구성원은 알페카 외에 북쪽왕관자리 파이, 세타, 베타, 감마, 델타, 엡실론, 이오타, 로가 있다. 알페카 단독으로는 관삭사(貫索四, 돈꾸러미 중 네 번째 별)로 표기한다.